# 이광수 (1978년)
이광수(1978년 6월 14일 ~ )는 대한민국의 전직 스타크래프트 프로게이머이자, 전직 프로게임단 코치이다.

## 개요
2001년 여름에 활동한 1세대 프로게이머로 당시 e스포츠에서 활발하게 활동하였다.
2001 KPGA 8월 투어에서 우승을 차지했으며 우승 직후인 2001년 9월 공군에 입대한 이광수는 2003년 11월 제대한 직후 프로게이머를 은퇴하여 KOR(현 하이트 스파키즈)에서 코치로 활동했다.
2005년 6월 한국 e스포츠 협회 심판으로 자리를 옮겨 심판직을 겸임하며 능력을 인정 받았다. 2006년 1월부터 3년동안 호서전문학교 사이버 게임과 교수 겸 게임단 감독을 역임하기도 했다.
2006년 4월 26일부터는 팬택 EX(현 위메이드 폭스)에서 코치로 활동하였다.
팬택 EX에서 코치로 활동하던 이광수는 2007년 6월 30일, 프로리그 성적 부진에 대한 책임을 지고 코치 자리에서 사임했다.
2010년에는 스타크래프트2의 클랜 oGs(Old Generations)의 마스터를 맡았다.

## 수상 기록
- 2001년 8월 2001 KPGA 8월 투어 우승 (3:1 이태우)
- 2004년 스카이 프로리그 2004 3라운드 우승 (KOR)
- 2004년 스카이 프로리그 2004 그랜드파이널 3위 (KOR)